# 抗日军政大学校歌
《抗日军政大学校歌》，又名“军校之歌”、“抗大校歌”，凯丰词，吕骥曲。创作于1937年11月。中国人民抗日军事政治大学及其继承者中国人民解放军国防大学的校歌，阅兵式常用歌曲之一。

## 创作背景
1937年1月，中国人民抗日红军大学改称为中国人民抗日军事政治大学，简称抗大。
1937年11月，毛泽东让中共中央宣传部负责人凯丰为抗大谱写一首新的校歌，以取代原来的《红大校歌》。

## 歌词
|  | 黄河之滨，集合着一群中华民族优秀的子孙； 人类解放，救国的责任，全靠我们自己来担承。 同学们，努力学习，团结、紧张、严肃、活泼，我们的作风； 同学们，积极工作，艰苦奋斗，英勇牺牲，我们的传统。 像黄河之水，汹涌澎湃，把日寇驱逐于国土之东。 向着新社会前进，前进，我们是抗日者的先锋！ |

## 歌曲使用

### 东方红
该曲在1964年10月2日人民大会堂演出的大型音乐舞蹈史诗《东方红》中为“齐唱”，位于第四场《抗日的烽火》。影片版中“日寇”歌词误写为“敌人”，“抗日”改为“劳动”。

### 校歌
该曲是为中国人民抗日军事政治大学创作的校歌。
1989年1月9日，中国人民解放军国防大学首届党代会上，将《抗日军政大学校歌》确定为该校校歌。

### 阅兵式
在中華人民共和國成立50周年、60周年國慶閱兵以及抗战胜利70周年阅兵式中，歌曲為中國人民解放軍聯合軍樂團演奏曲目之一。